# Sericographis glaziovii
Sericographis glaziovii là một loài thực vật có hoa trong họ Ô rô. Loài này được (Hiern) Rizzini miêu tả khoa học đầu tiên năm 1955.